# 安楽寺 (加須市)
安楽寺（あんらくじ）は、埼玉県加須市にある真言宗智山派の寺院。

## 歴史
創建年代は不明である。ただ1659年（万治2年）寂の法印頼雄が開山していることから、それよりも少し前に創建されたものと推測される。現在の当寺の法流の起源は1721年（享保6年）寂の法印栄誉である。
境内には、1740年（元文5年）に造立された宝篋印塔がある。

## 交通アクセス
- 路線バス豊野コミュニティセンター停留所より徒歩22分。